# David Dunn (Fußballspieler)
David Dunn (* 27. Dezember 1979 in Great Harwood) ist ein ehemaliger englischer Fußballspieler. Er spielte bei den Blackburn Rovers, Birmingham City und schließlich bei Oldham Athletic, bevor er im Januar 2016 mit 36 Jahren seine aktive Karriere beendete. 

## Karriere
Der Mittelfeldspieler kam als Nachwuchstalent Anfang 1997 zu den Blackburn Rovers und gab sein Debüt als Profi am 26. September 1998 gegen den FC Everton. Sein erstes Tor als Profi schoss er im Spiel gegen Aston Villa am 6. Februar 1999. Zum ersten Mal im Trikot der englischen Nationalmannschaft trat er im September 2002 auf, als er in der Halbzeit eines Freundschaftsspiels gegen Portugal für Steven Gerrard eingewechselt wurde.

## Einzelnachweis
1. ↑  David Dunn - Spielerprofil. Abgerufen am 25. Mai 2020.

| Personendaten    | Personendaten                          |
| ---------------- | -------------------------------------- |
| NAME             | Dunn, David                            |
| KURZBESCHREIBUNG | englischer Fußballspieler und -trainer |
| GEBURTSDATUM     | 27. Dezember 1979                      |
| GEBURTSORT       | Great Harwood                          |